# Trobo

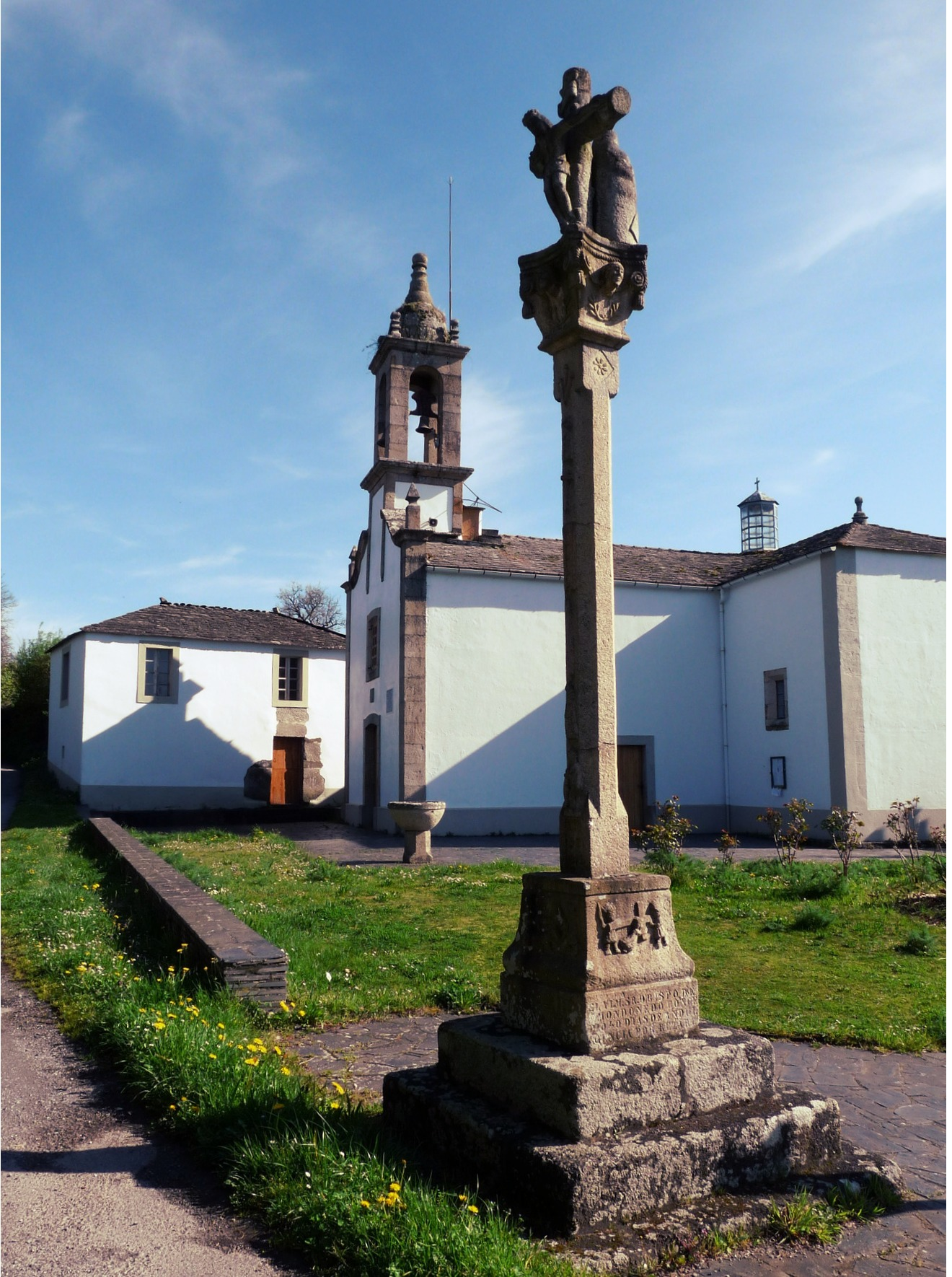
Santa Maria de Trobo.

Santa María de Trobo é uma paróquia que se localiza no concelho de Begonte, Galiza. A localidade ficou conhecida quando, no reinado de Isabel II de Espanha foi criado o Viscondado de Trobo, por petiçãio de José Ramón Rodil y Campillo, então marechal do Exército de Espanha, que ali nascera. 
No ano de 2004 a localidade tinha 171 habitantes (90 homens e 81 mulheres), distribuídos por 6 lugares povoados.
Entre os lugares que constituem a paróquia destaca-se o paço de Trobo, que pertenceu a José Ramón Rodil y Campillo, e depois a sua filha Rita Rodil Medinaceli-Borbón e demais Viscondes de Trobo.